# Mycetobia limanda
Mycetobia limanda är en tvåvingeart som beskrevs av Stone 1966. Mycetobia limanda ingår i släktet Mycetobia och familjen fönstermyggor. Inga underarter finns listade i Catalogue of Life.